# ألين سويفت
ألين سويفت (بالإنجليزية: Allen Swift)‏ هو ممثل أمريكي، ولد في 16 يناير 1924 بنيويورك في الولايات المتحدة، وتوفي بنفس المكان في 18 أبريل 2010.

## وصلات خارجية
- ألين سويفت على موقع IMDb (الإنجليزية)
- ألين سويفت على موقع قاعدة بيانات برودواي على الإنترنت (الإنجليزية)
- ألين سويفت على موقع قاعدة بيانات الفيلم (الإنجليزية)